# Флойд, Джон (губернатор)
Джон Флойд (англ. John Floyd; 24 апреля 1783 — 17 августа 1837) — американский политик и военный, участник англо-американской войны, член легислатуры Вирджинии и Конгресса США, 25-й губернатор Вирджинии. В 1817 году Флойд попал в Палату представителей США, где агитировал за заселение Орегона. В 1830 году стал губернатором Вирджинии, и во время его правления произошло Восстание Ната Тёрнера и случился Таможенный кризис 1832 года. В годы кризиса Флойд осудил политику президента Джексона и обещал поддержать Южную Каролину в случае вооружённого конфликта с федеральными властями. В 1832 году он был кандидатом в президенты от Партии нуллификаторов, и получил голоса выборщиков Южной Каролины. Флойд был одним из тех политиков, которые сомневались в экономической эффективности рабства и выступали за его постепенную отмену.
Его сын Джон Бьюкенен Флойд впоследствии стал губернатором Вирджинии и военным секретарём США.

### Статьи
- John H. Schroeder. Rep. John Floyd, 1817-1829: Harbinger of Oregon Territory (англ.) // Oregon Historical Quarterly. — Oregon Historical Society, 1969. — Vol. 70, iss. 4. — P. 333-346.